# Procureur général du Québec c. Quebec Association of Protestant School Boards
Procureur général du Québec c. Québec Association of Protestant School Boards , aussi connu comme l’« arrêt Q.A.P.S.B. », par référence au sigle de cette association, est un important jugement de la Cour suprême du Canada datant de 1984, le premier rendu par cette cour qui invalide une partie de la Charte de la langue française en invoquant la Charte canadienne des droits. Cet arrêt conclut que l’article 73 de la Charte de la langue française, qui limite l’accès à l’école anglophone au Québec aux seuls Anglo-Québécois (personnes ayant fréquenté ou dont un parent a fréquenté l’école anglophone au Québec), est incompatible avec l’article 23 de la Charte canadienne des droits, qui confère un droit à l’instruction dans la langue de la minorité aux Anglo-Canadiens du Québec (personnes ayant fréquenté ou dont un parent a fréquenté l’école anglophone au Canada). Autrement dit, cet arrêt invalide la « clause Québec » et la remplace par la « clause Canada ».

## Question en litige
La question en litige dans l’arrêt Q.A.P.S.B. est formulée ainsi dans cet arrêt : « Il s’agit de décider si les dispositions relatives à l’enseignement en langue anglaise, contenues dans le chapitre VIII de la Charte de la langue française, L.R.Q. 1977, chap. C-11, et dans les règlements adoptés en vertu de celui-ci, sont incompatibles avec la Charte canadienne des droits et libertés et inopérantes dans la mesure de l’incompatibilité . »

## Positions des parties
Le procureur général du Canada est intervenu formellement pour appuyer les requérants. Il prétend que l’article 1 de la Charte canadienne des droits « ne permet pas de modifier les catégories de citoyens qui sont titulaires du droit reconnu à l’article 23 en imposant des critères différents qui vont directement à l’encontre de ceux expressément énoncés à cet article » et que la Charte de la langue française constitue précisément une telle redéfinition des catégories de personnes protégées par cet article. 
Le procureur général du Nouveau-Brunswick appuie aussi les requérants en prétendant que « [l]a définition détaillée des catégories de parents est au cœur même de l’art. 23 » et que « [t]oute tentative visant à redéfinir les catégories de parents qui ont des droits scolaires constitue en réalité une tentative visant à modifier la Constitution sans observer la formule d’amendement prescrite et n’est pas, en conséquence, visée par l’art. 1 ». 
La position du procureur général du Québec se résume en trois propositions : 
« 1) l’article 1 de la Charte, qui garantit les droits et les libertés qu’elle énonce, s’applique à chacun des droits ainsi garantis, y compris celui qui est conféré par l’art. 23; 
2) l’article 1 de la Charte ne distingue pas entre la restriction et la négation d’un droit et fait du caractère raisonnable et justifiable de la limite le véritable test de sa constitutionnalité; 
3) les dispositions du chapitre VIII de la [l]oi 101 restreignent le droit garanti à l’art. 23 de la Charte dans des limites qui sont raisonnables et justifiables dans le cadre d’une société libre et démocratique».
Plus précisément, le procureur général plaide que « non seulement les intimés requérants n’ont pas réussi à établir que le régime d’accès à l’école anglaise au Québec est déraisonnable mais que celui-ci est raisonnable au sens de l’art. 1 de la Charte compte tenu de facteurs comme des bilans démographiques, la mobilité physique (migration) et la mobilité linguistique (“assimilation”) des individus ainsi que la répartition régionale des migrants interprovinciaux », que « d’autres sociétés libres et démocratiques comme la Suisse et la Belgique, qui connaissent des situations sociolinguistiques comparables à celle du Québec, ont adopté des mesures linguistiques plus rigoureuses que la [l]oi 101, mesures qui ont été jugées raisonnables et justifiées par les tribunaux suisses et européen » et que « le droit collectif de la minorité anglophone du Québec à sa survie culturelle n’est pas menacé par la [l]oi 101 laquelle établit un régime d’accès à l’école anglaise qui n’est pas déraisonnable. »

## Décision de la Cour
Pour la Cour suprême, l’article 23 de la Charte canadienne des droits n’est pas la codification de droits universels. Il est un ensemble de dispositions constitutionnelles particulières au Canada. Lorsque le constituant a adopté cet article, il connaissait et avait en tête les régimes juridiques provinciaux réservés aux minorités linguistiques anglophone et francophone concernant la langue de l’enseignement, dont celui du Québec prévu par la Charte de la langue française. C’est pourquoi, selon la Cour suprême, « vu l’époque où il a légiféré, et vu surtout la rédaction de l’art. 23 de la Charte lorsqu’on la compare à celle des art. 72 et 73 de la Loi 101, il saute aux yeux que le jeu combiné de ces deux derniers articles est apparu au constituant comme un archétype des régimes à réformer ou que du moins il fallait affecter et qu’il lui a inspiré en grande partie le remède prescrit pour tout le Canada par l’art. 23 de la Charte ». Plus précisément, cette cour considère que « c’est surtout lorsque l’on met en regard l’al. 23(1)b) et le par. 23(2) de la Charte, d’une part, et l’art. 73 de la Loi 101, d’autre part, que ce dernier article apparaît de façon évidente comme le type de régime juridique qui a dicté l’art. 23 au constituant ».
Plus important encore, au sujet de l’article 1 de la Charte canadienne des droits, elle ajoute : « Si, comme il est clair, le chapitre VIII de la Loi 101 est le prototype de régime auquel le constituant veut remédier par l’adoption de l’art. 23 de la Charte, il est inconcevable que les restrictions que ce régime impose aux droits relatifs à la langue de l’enseignement puissent, pour autant qu’elles sont incompatibles avec l’art. 23, avoir pu être considérées par le constituant comme se confinant à “des limites qui soient raisonnables et dont la justification puisse se démontrer dans le cadre d’une société libre et démocratique”. »
La Cour suprême affirme que le chapitre VIII de la Charte de la langue française constitue non pas une restriction au droit prévu par l’article 23, mais plutôt une dérogation à ce droit, alors que c’est non pas l’article 1 mais l’article 33 de la Charte canadienne des droits qui permet de déroger à un droit (quoique ce droit prévu par cet article 23 soit à l’abri de cette disposition de dérogation de l’article 33).

## Suites

### Loi postérieure
En 1993, le Parlement québécois adopte la Loi modifiant la Charte de la langue française 20 afin de modifier l’article 73 de la Charte de la langue française de manière à le rendre conforme à l’arrêt Q.A.P.S.B. et donc à conférer le droit à l’école anglophone au Québec à tous les Anglo-Canadiens du Québec (personnes ayant fréquenté ou dont un parent a fréquenté l’école anglophone au Canada) et non plus aux seuls Anglo-Québécois (personnes ayant fréquenté ou dont un parent a fréquenté l’école anglophone au Québec). Cette loi remplace donc la « clause Québec » par la « clause Canada ».

### Accueil et critiques
Bien que certains auteurs comme Gérald A. Beaudoin et Timothy J. Snyder semblent aujourd’hui voir d’un bon œil l’arrêt Q.A.P.S.B., il n’en demeure pas moins que l’auteur l’ayant analysé avec le plus de profondeur, soit le professeur de droit Daniel Proulx, y jette un regard plus critique. Pour lui, « [q]ue l’article 23 ait été adopté, entre autres, pour faire tomber la clause-Québec, personne n’en disconviendra »; mais « [d]e là à utiliser cet objectif propre à l’article 23 pour modifier la nature générale de l’article 1, il y a un pas que la Cour a franchi un peu trop allègrement ».
Plus important encore, le professeur Proulx affirme que cette intention du constituant d’écarter la clause Québec ne peut lier les tribunaux pour toujours. Par conséquent, selon lui, si la clause Canada en venait à menacer la survie du français au Québec, les tribunaux pourraient considérer qu’un retour à la clause Québec est possible en vertu de l’article 1 de la Charte canadienne des droits. Il ajoute même qu’« au lieu d’utiliser une interprétation souple et généreuse qui sied à un texte constitutionnel fait pour durer, la Cour suprême s’est enfermée dans une interprétation de type statutaire qui se soucie peu des conséquences à long terme ».
Pour le professeur Proulx, la façon qu’a la Cour suprême d’aborder l’article 1 dans l’arrêt Q.A.P.S.B. fausse le sens de cette disposition et de toute la Charte canadienne des droits, car il revient aux juges de déterminer si une atteinte à un droit est raisonnable et ces derniers ne peuvent donc pas simplement s’en remettre à la volonté du constituant.
Enfin, le professeur Proulx critique la distinction faite par la Cour suprême entre restriction et dérogation à un droit. À son avis, cette distinction ne tient pas la route, notamment parce qu’il est évident que la disposition de dérogation permet autant de restreindre un droit que d’y déroger.